# 倫敦濕地中心
倫敦濕地中心（英語：WWT London Wetland Centre）是一個位於英格兰伦敦西南泰晤士河畔列治文區巴恩斯的湿地保育區，由水鳥與濕地信託基金管理。濕地中心由數個小型水塘所連成，中心的旁邊為斑榆地。

## 歷史與現況
濕地中心佔地超過40公頃，原本是四個已停用的維多利亞時期水塘，中心的旁邊為斑榆地。2000年5月開放前，這些水塘已被填平並改建為濕地和動物居住地，是英國市區的首項同類型計劃。兩年後，濕地的其中29.9公頃被劃為具特殊科學價值地點，命名為「斑榆地濕地中心」。
英國政府在2019年推出法案，旨在保護倫敦濕地中心等保護區的水質和減少污染，避免過度用水而導致自然環境受到破壞。濕地中心亦有一個蓄水裝置，用來收集雨水。
很多野鳥現定居濕地中心，包括：赤膀鸭、琵嘴鸭、大麻鳽、针尾鸭、凤头麦鸡、西方秧鸡、红领绿鹦鹉、雀鹰、崖沙燕、普通翠鸟、小鸊鷉、鳳頭鷿鷈等等，甚至有曾經瀕臨滅亡的葦鳽亞也定居此地。中心亦有圈養鸭科動物。
濕地中心是國際濕地連結的成員，會定期舉辦講座和活動，提升公眾對英國受保護動物的認識。中心的鹦形目動物曾獲2005年的BBC電視節目《七大自然奇觀》形容為倫敦地帶的奇觀之一。中心亦設有旅客大樓，每年有約17萬人到訪，經常外借為婚禮場地。
2012年的「BBC郊野生活雜誌大獎」中，濕地中心獲選為英國最受歡迎的自然保育地點。

## 圖庫

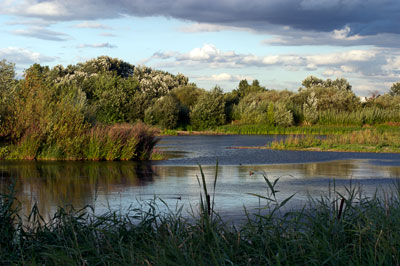
避風潟湖
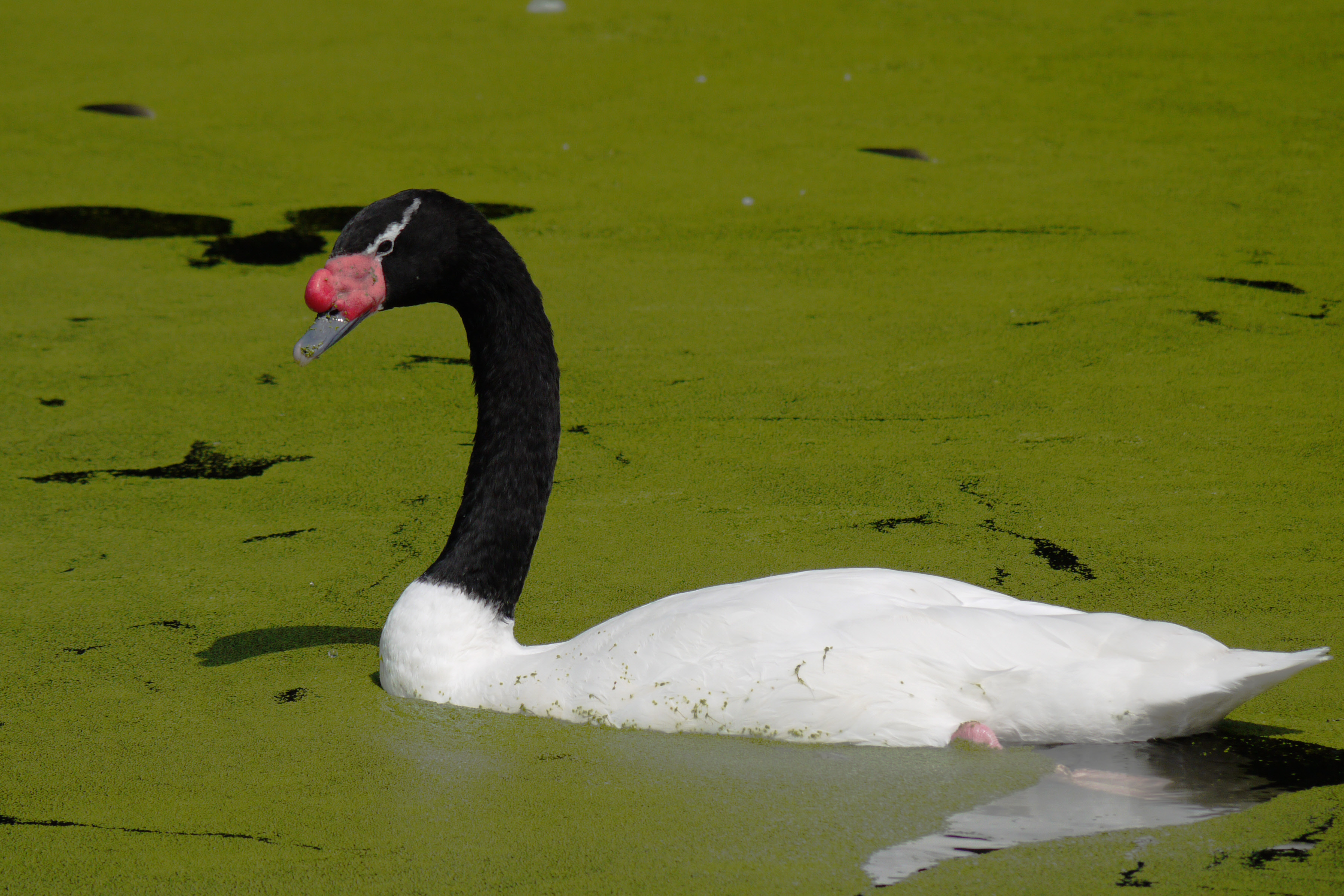
黑颈天鹅
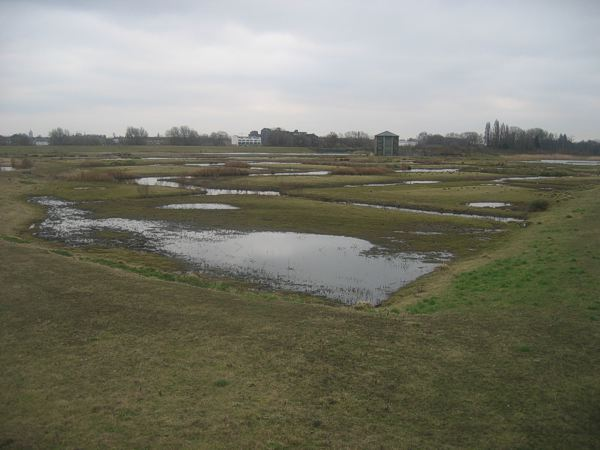
中心外觀
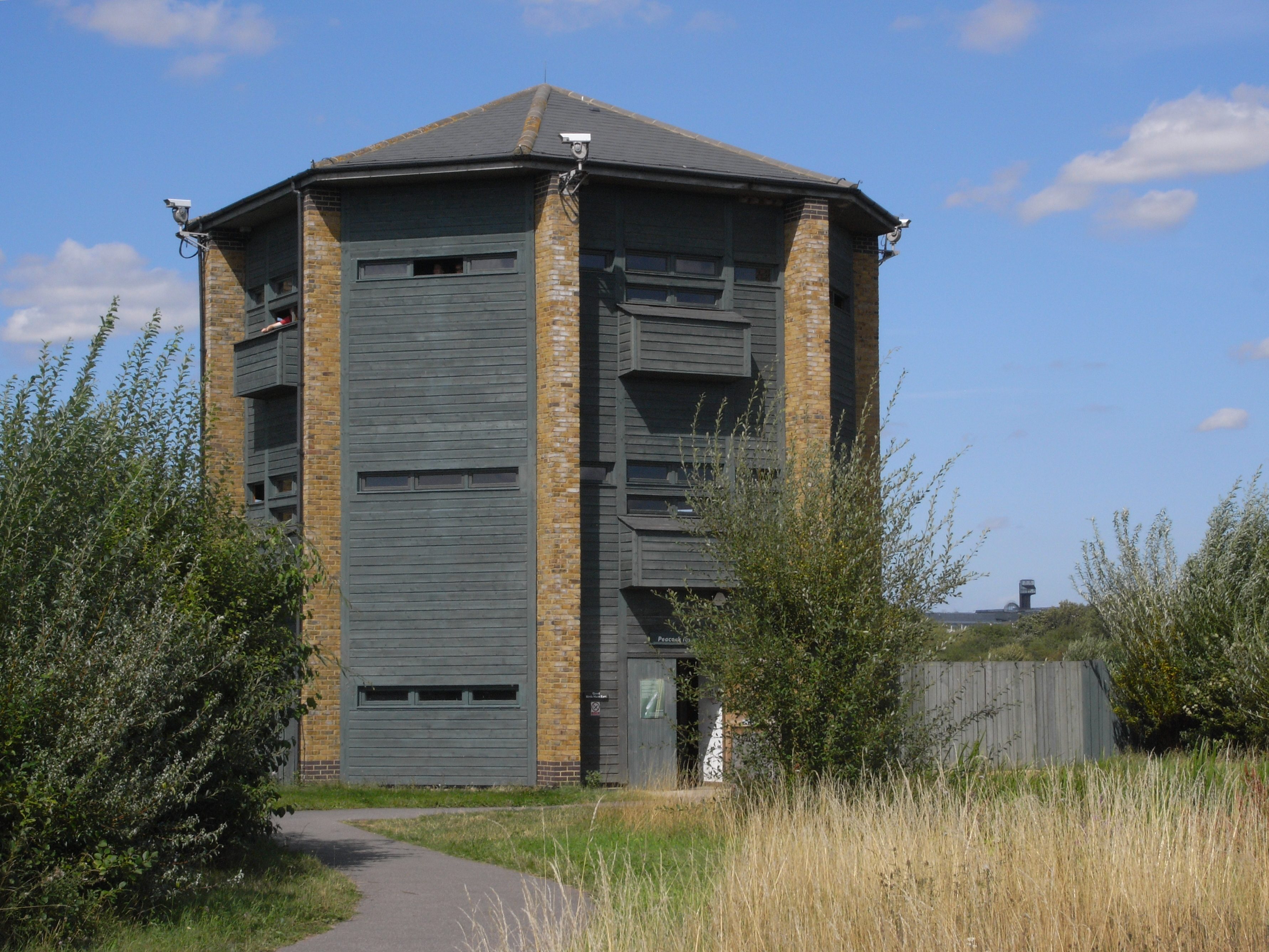
孔雀塔
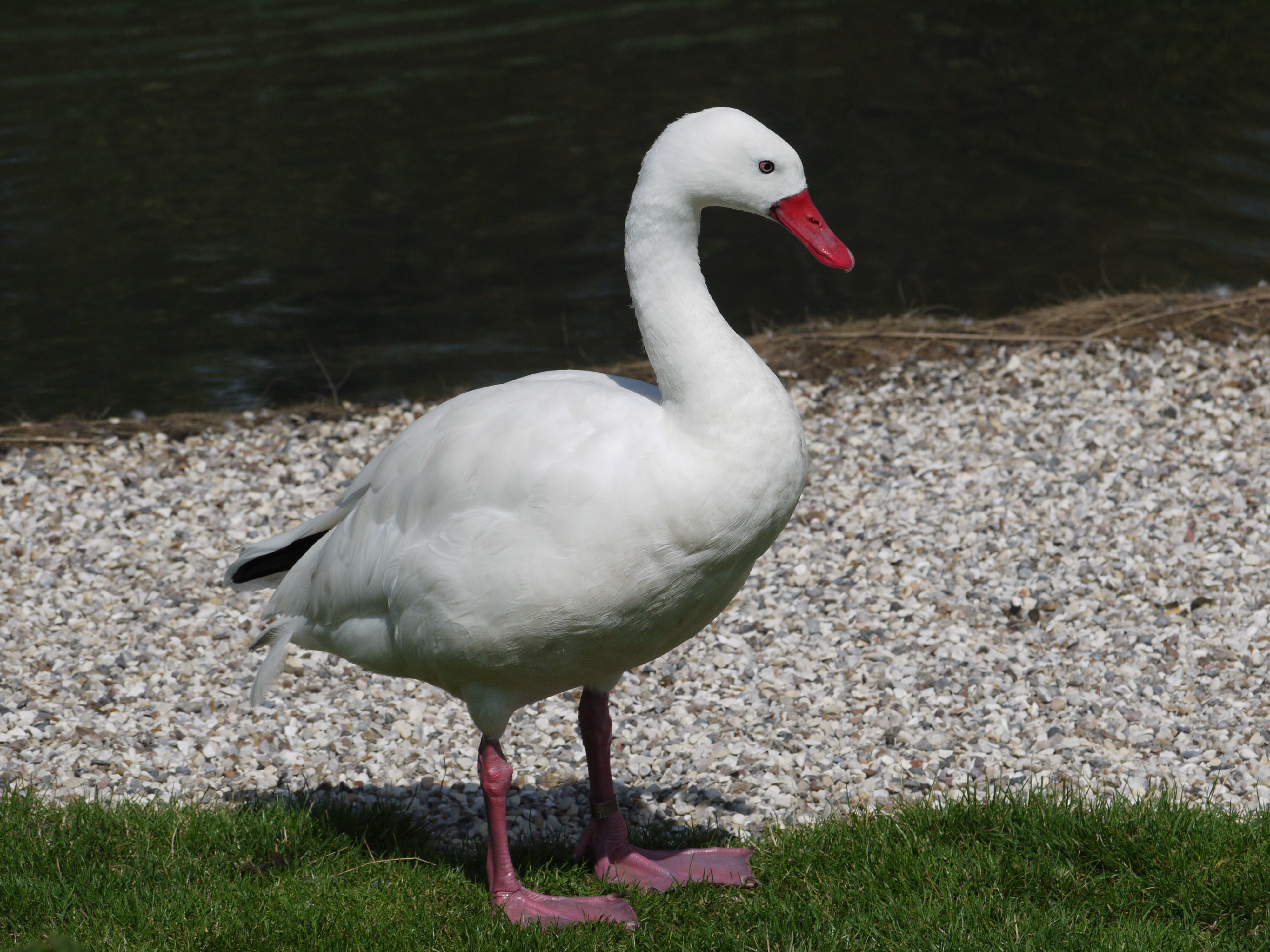
扁嘴鵝
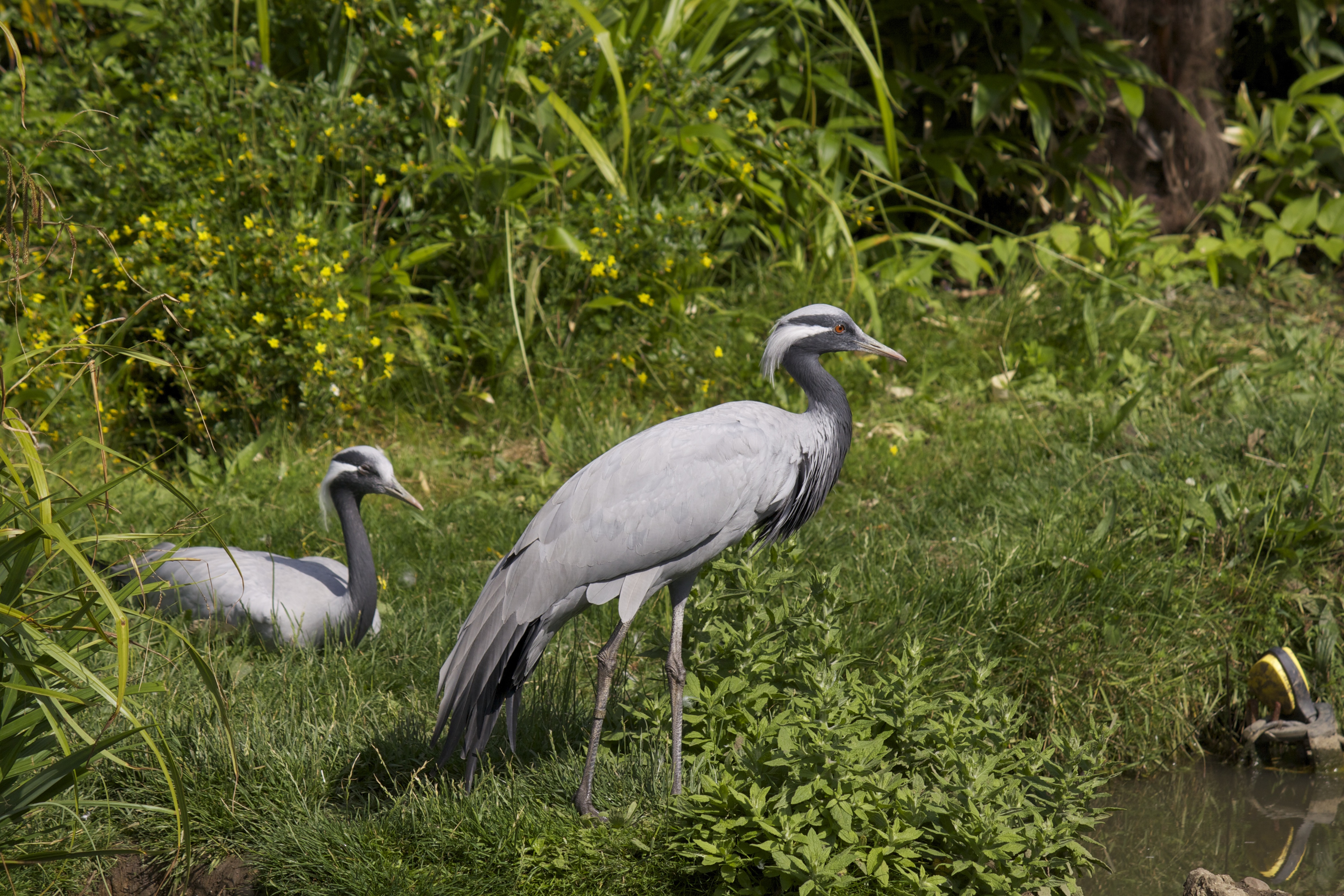
蓑羽鹤

## 外部連結
- 官方網站（页面存档备份，存于）
- Facebook專頁
- Twitter帳戶 （页面存档备份，存于）
- . Natural England.   [2020-08-06]. （原始内容存档于2020-10-29）.

51°28′43″N 0°13′59″W / 51.4786°N 0.2331°W